# Josef Maria Krasanovsky

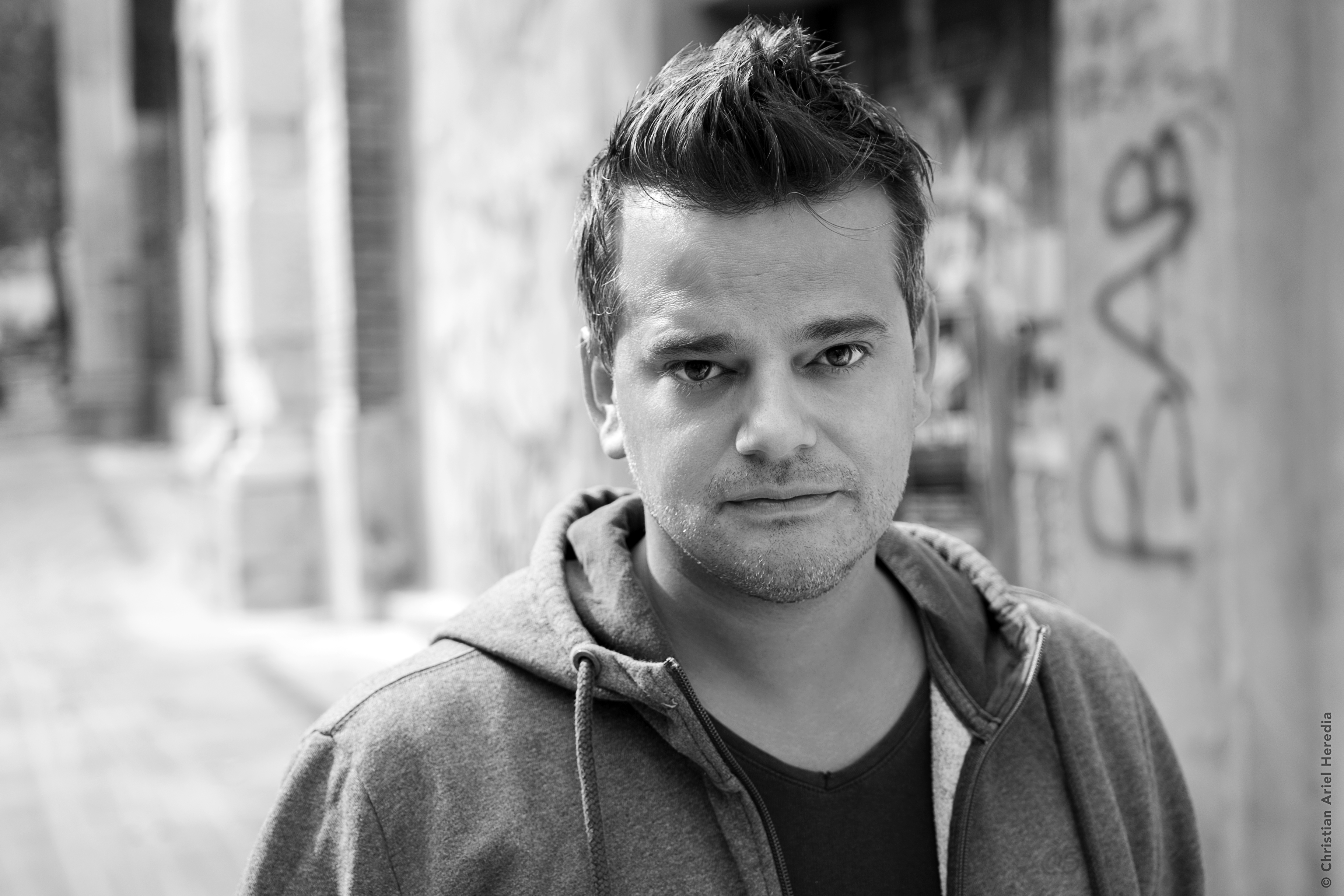
Josef Maria Krasanovsky (2019)

Josef Maria Krasanovsky (* 26. August 1976 in Salzburg) ist ein österreichischer Theaterregisseur und Autor.

## Leben
Krasanovsky wuchs in Salzburg auf, wo er das musische Gymnasium besuchte. Er wechselte an das Bundesinstitut für Sozialpädagogik in Baden bei Wien, wo er 1996 maturierte. Im Anschluss studierte er Germanistik und Philosophie an der Universität Salzburg, brach das Studium aber nach einem Jahr ab, da er ein Theaterensemble gründete, mit dem er in der freien Szene Salzburg arbeitete: Republic, Theater Metropolis, Das Kino, Rockhouse Salzburg.
Von 1999 bis 2003 absolvierte er sein Regiestudium an der ADK Ulm und der Athanor Akademie von David Esrig. Er schloss seine Ausbildung mit einer Inszenierung des Stückes „Kindsmord“ von Peter Turrini ab. Danach führte ihn sein Weg nach Wien, wo er vorerst in der freien Szene arbeitete: Garage X, Kosmos Theater, WUK, TAG Theater an der Gumpendorferstraße und Theater Drachengasse.
Seit 2008 inszeniert er Schauspiel und Musiktheater: Bregenzer Festspiele, Landestheater Linz, Nationaltheater Sibiu, Theater an der Rott, Next Liberty, Theater Phönix, Theatertage Heidelberg, Klagenfurter Ensemble, Theaterfestival Cisneau usw.
Neben seiner Tätigkeit als Regisseur arbeitet er als Gastdozent an der Universität für Musik und Darstellende Kunst Wien und der Athanor Akademie. In der Saison 2017 erhielt seine Inszenierung von Thornton Wilders „Wir sind noch einmal davongekommen“ am Theater an der Rott den Niederbayrischen Integrationspreis. Krasanovsky ist ebenso als Bühnenautor tätig.
2023 erhielt er für sein Stück "mondmilch trinken immer und jetzt / dein solarplexus ist mir egal", nach Thomas Köck, Bernhard Studlar und Miroslava Svolikova den Autorenpreis der [österreichischen Theaterallianz], der zu den höchst dotieren Autorenpreisen für zeitgenössische Dramatik im deutschsprachigen Raumes zählt. Die Uraufführung wird 2024 im Rahmen der Bregenzer Festspiele stattfinden.
Krasanovsky lebt in Wien und hat einen Sohn.

## Inszenierungen (Auswahl)
- Theater an der Rott, Heinrich von Kleist „Phentesilea“[6]
- Klagenfurter Ensemble, Stückentwicklung „Katzennacht“[7]
- Internationales Theaterfestival Sibiu, Wolfram Lotz „Einige Nachrichten an das All“[8]
- Theater Phönix, Jedermann / Leben. Sterben. Schwerkraft (als Autor und Regisseur)[9]
- Theatertage Heidelberg, „Viele gute Dinge kommen aus Rejkavik“ (als Autor und Regisseur)
- Next Liberty, Ödön von Horvath „Jugend ohne Gott“[10]
- Landestheater Linz – Eisenhand, Friedrich Ch. Zauner „Der Vergessene“
- Theaterfestival Cisneau, Olivier Chiacharie „Beweis des Gegenteils“
- Garage X, Stückentwicklung „Weltmaschine Österreich“
- Kosmos Theater Wien, Stückentwicklung „Nachrichten aus dem Schleudersitz“
- Bregenzer Festspiele, Josef Maria Krasanovsky "mondmilch trinken immer und jetzt / dein solarplexus ist mir egal"